# Samuel Peploe (pittore)
Samuel John Peploe (Edimburgo, 22 gennaio 1871 – Edimburgo, 11 ottobre 1935) è stato un pittore scozzese.
Viene principalmente ricordato per le sue nature morte e per essere stato uno dei quattro Coloristi scozzesi assieme a John Duncan Fergusson, Francis Cadell e Leslie Hunter.

## Biografia
Nato a Edimburgo al numero 39 di Manor Place, Peploe era figlio di un direttore di banca di nome Robert Luff Peploe (1828-1884).
Studiò presso gli istituti della Royal Scottish Academy dal 1893 al 1894, e successivamente Parigi presso l'Académie Julian e l'Académie Colarossi, dove condivise una stanza con il pittore Robert Brough. Visitò i Paesi Bassi nel 1895, tornando con le riproduzioni di opere di Rembrandt e Frans Hals. Dal 1901 intraprese dei viaggi nel nord della Francia e nelle Isole Ebridi con il suo amico J. D. Fergusson, un altro dei coloristi scozzesi, per dipingere i paesaggi del luogo. Ispirato alla luce del sole, sperimentò un uso audace del colore prendendo a modello il rustico realismo dei pittori francesi.
Nel 1910, Peploe sposò Margaret MacKay (1873-1958) che conosceva dal 1894. L'artista si trasferì a Parigi nel 1910, periodo in cui si concentrò sempre più sulle nature morte e sulla pittura di paesaggio. Le sue nature morte mostrano l'influenza di Manet e combinano pennellate fluide, impasti densi di colore e sfondi scuri fortemente illuminati seguendo i canoni del postimpressionismo. Ritornato in Scozia nel 1912, scoprì che il suo abituale acquirente non voleva più acquistare le sue opere e fu obbligato a tenere la sua prima mostra. Peploe faceva regolarmente viaggi con gli amici in molte parti del Paese e negli anni 1920 trascorse diverse estati con Francis Cadell, un altro colorista scozzese, dipingendo a Iona.
Peploe fu fortemente influenzato dalla pittura francese per tutta la sua vita. Sebbene non abbia mai abbracciato appieno l'astratto, il pittore fece parlare di sé per il suo uso di colori forti, le sue composizioni solide e le sue opere dipinte meticolosamente. Si dice che le influenze includano de Segonzac, Cézanne, Matisse e Van Gogh. Morì a Edimburgo nel 1935 e sepolto nel cimitero di Dean. Uno dei suoi figli, Denis, seguirà le orme del padre diventando anch'esso un pittore.

## Galleria d'immagini

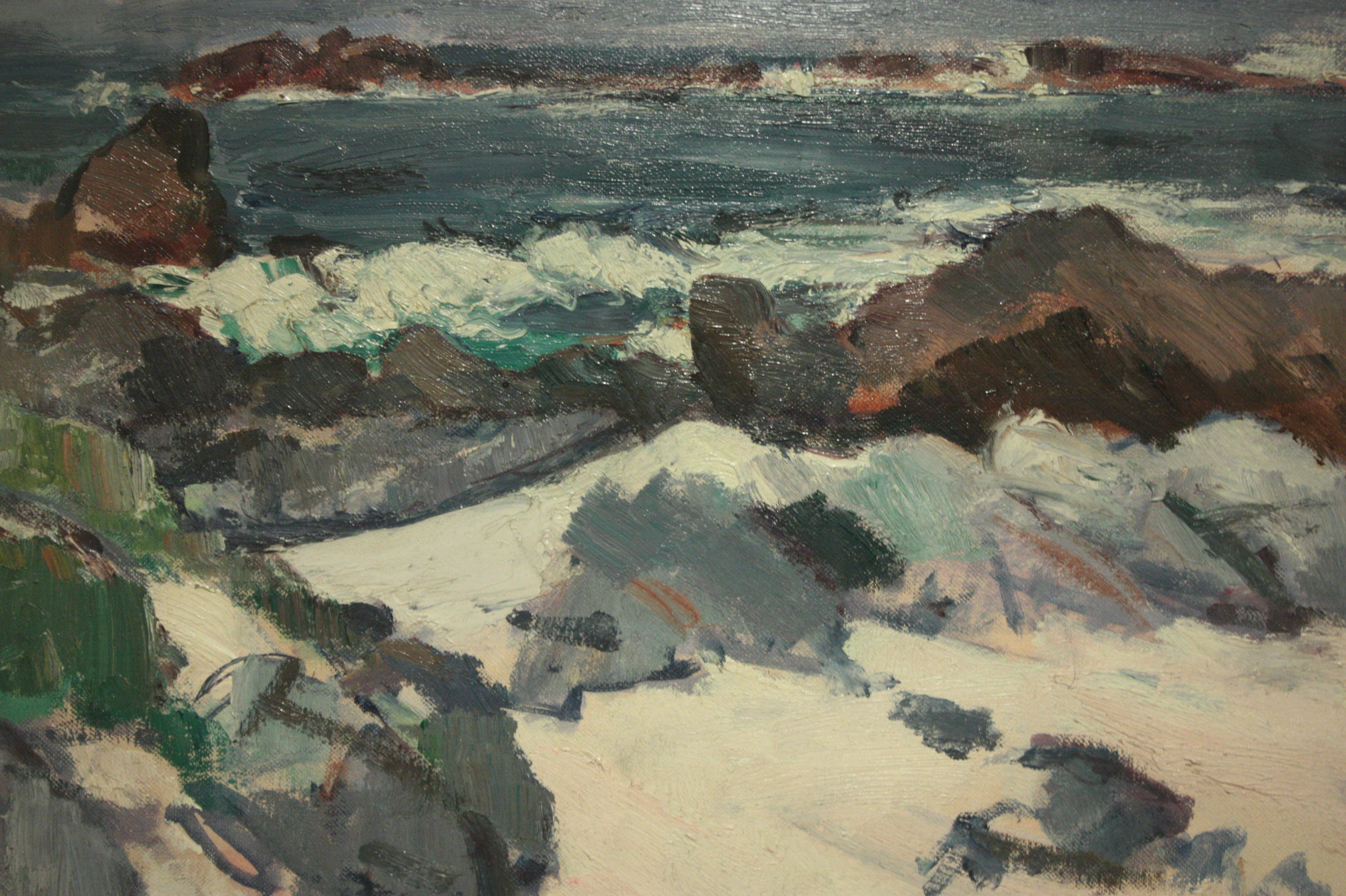
A rocky shore, Iona
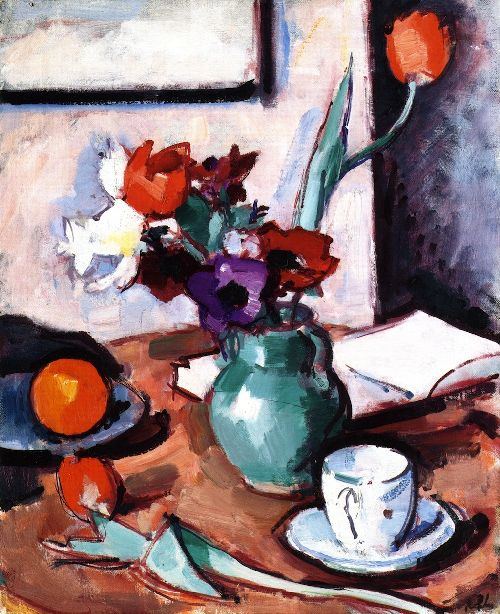
Flowers in a green vase (ca. 1910)
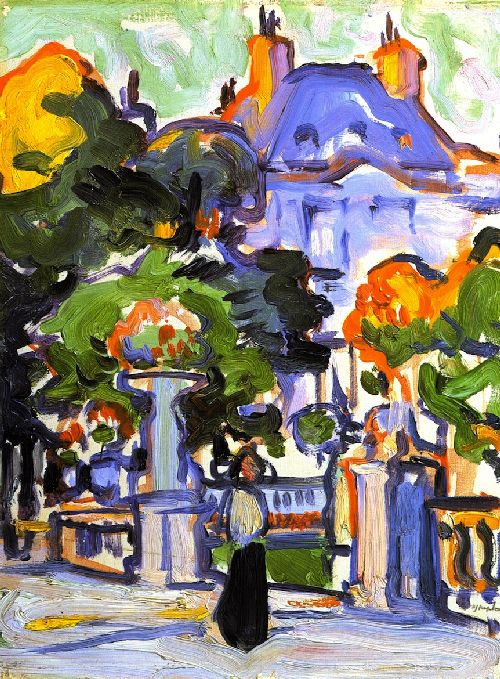
Luxembourg Gardens, Paris (ca. 1910)
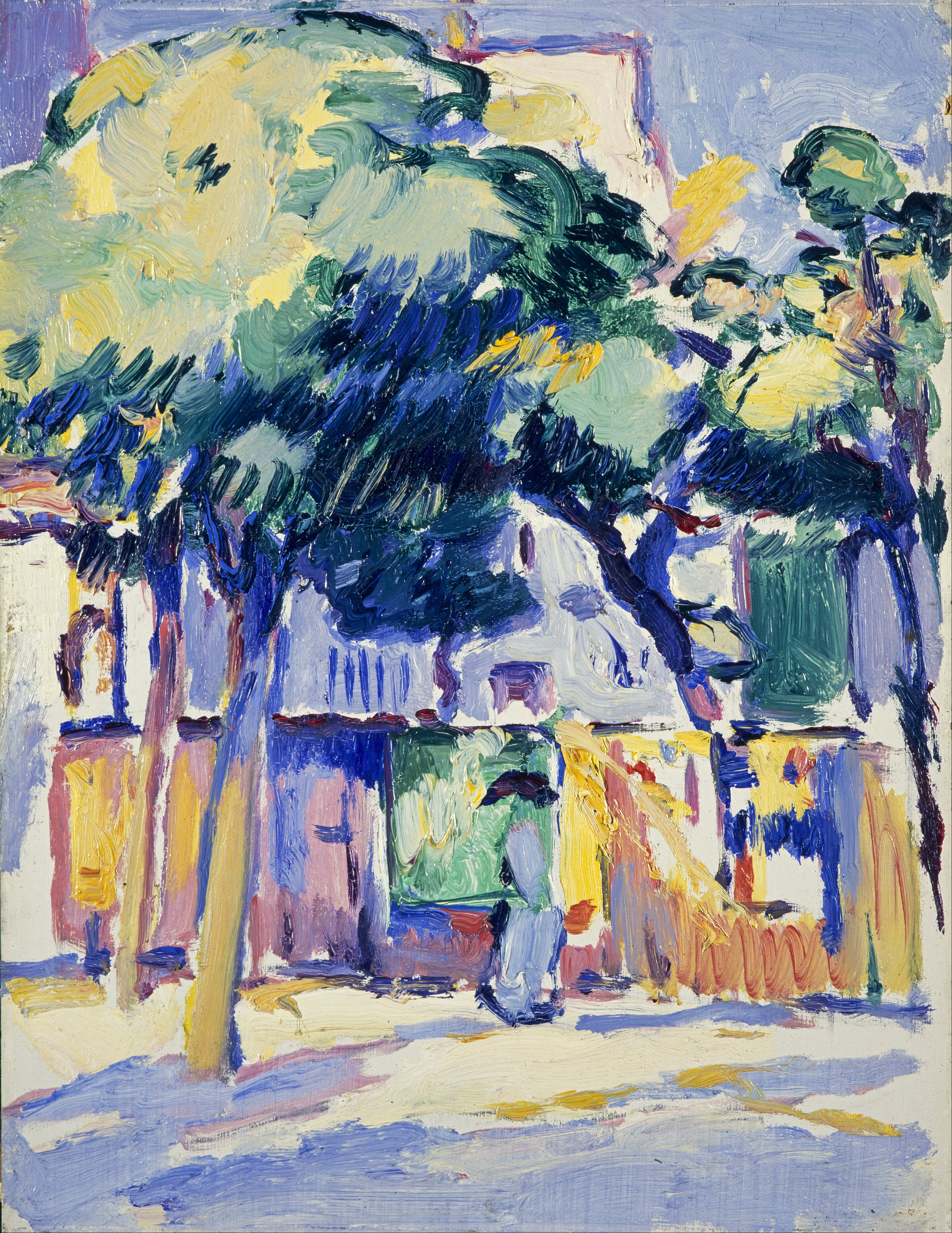
Veules-les-Roses (ca. 1910)
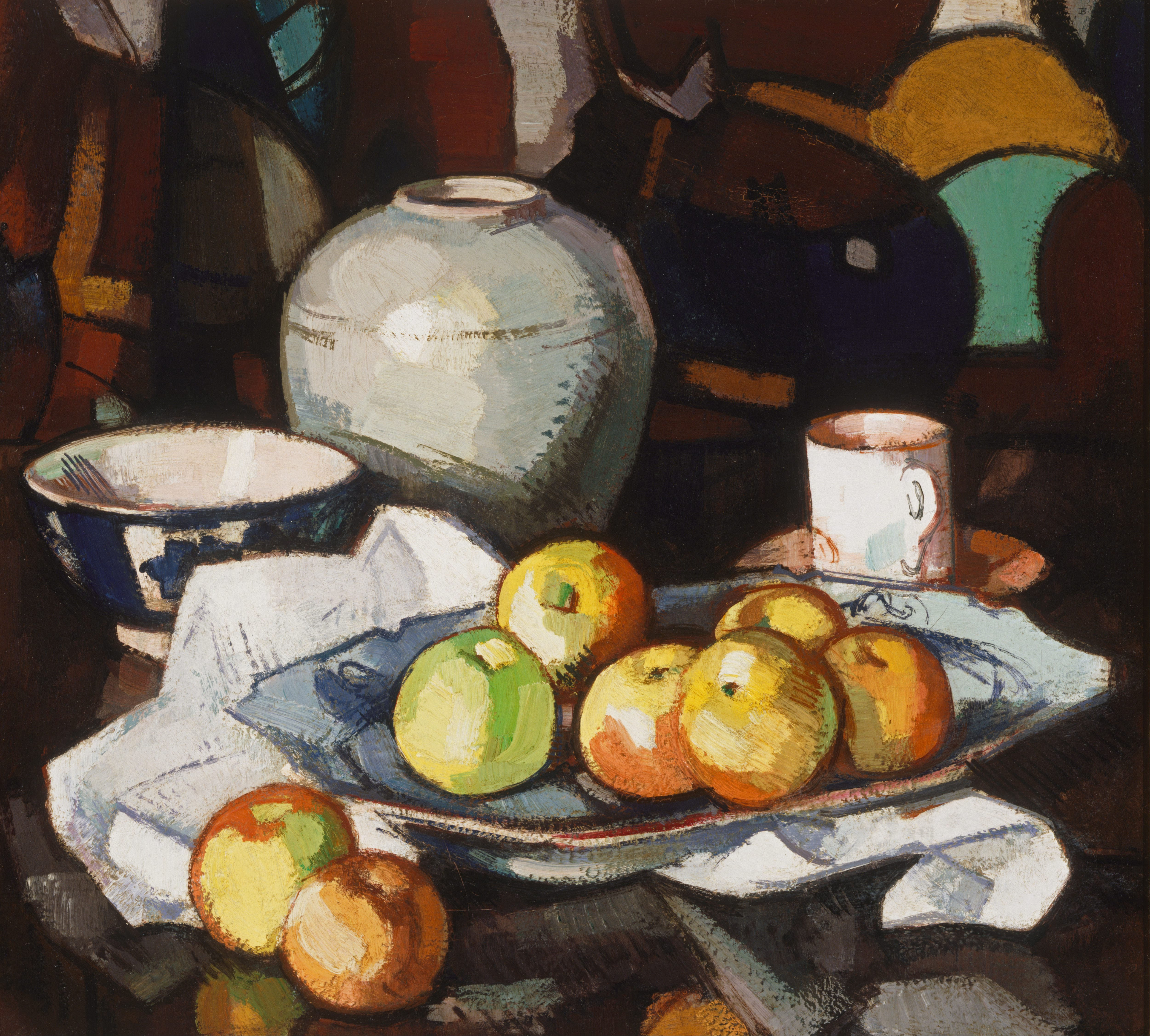
Still life: apples and jar (ca. 1912-1916)